# 岡田正之
岡田 正之（おかだ まさゆき、1864年10月5日（元治元年9月5日） - 1927年（昭和2年）7月28日）は、日本の漢文学者、教育者。

## 経歴
1864年、越中国新川郡清水村（現・富山県富山市）にて富山藩士、岡田信之（呉陽）の長男として生まれる。18歳の時に上京し、重野成斎らに学んだ後、帝国大学に入学。
卒業後は陸軍大学校教授、学習院教授、東京帝国大学教授などを勤める。漢文や中国の歴史に通じ、大学で講義をする傍ら多数の書籍の著作、編纂に携わった。1926年には、御講始で漢書の進講も行った。同年学習院名誉教授となった。

## 受賞・栄典
- 従三位勲三等[1]。

## 著作
主なものに『支那歴史』、『新定十八史略鈔』、『新制漢文讀本』、『越中史料』などがある。なお1929年9月に『日本漢文学史』（吉川弘文館）が刊行され度々再版した。